# Danh sách tập phim Pokémon: Advanced Generation
Pocket Monsters: Advanced Generation (ポケットモンスター アドバンスジェネレーション), còn có tên tiếng Anh là Pokémon the Series: Ruby and Sapphire, là mùa thứ hai của hoạt hình Pokémon, xê-ri anime dựa trên dòng trò chơi điện tử cùng tên sáng tạo bởi Tajiri Satoshi. Đạo diễn bởi Masamitsu Hidaka, đến tập 26 chương Battle Frontier thì đạo diễn Norihiko Sudo lên thay thế sau khi Masamitsu Hidaka rời vai trò đạo diễn, và được sản xuất bởi hãng phim hoạt hình OLM. Đây là phần thứ hai trong loạt anime Pokémon tiếp nối phần đầu tiên. Phát sóng ở Nhật Bản từ ngày 21 tháng 11 năm 2002 đến ngày 14 tháng 11 năm 2006, gồm 192 tập, bao gồm 2 chương là Chương Hoenn và Chương Battle Frontier. Phần này kể cuộc phiêu lưu của Satoshi và Pikachu của cậu cùng với Takeshi (sau này gặp lại trong chuyến đi sau khi chia tay Satoshi và Kasumi ở Kanto) với những người bạn mới là Haruka là một nhà luyện Pokémon mới cùng với em trai của cô là Masato, đi qua vùng Hoenn và Kanto Battle Frontier để thu thập huy hiệu nhà thi đấu để tham gia vào Liên Minh Pokémon Hoenn và thu thập các biểu tượng của Battle Frontier để chinh phục Battle Frontier.
Tại Mỹ, xê-ri bắt đầu phát sóng từ ngày 1 tháng 11 năm 2003 đến ngày 3 tháng 3 năm 2007 bởi Kids'WB từ năm 2003 đến 2006 và Cartoon Network từ năm 2006 về sau. Được chia nhỏ thành bốn mùa gồm Advanced (mùa 6: từ tập 277 đến 316), Advanced Challenge (mùa 7: từ tập 317 đến 368), Advanced Battle (mùa 8: từ  tập 369 đến 421), và Battle Frontier (Mùa 9: từ tập 422 đến 468).
Tại Việt Nam, xê-ri được Phương Nam Film (PNF) phát hành dưới dạng VCD mang tên Bửu bối thần kỳ vào năm 2003 với 88 tập (từ tập 277 đến tập 364) nối tiếp xê-ri mùa đầu tiên bằng cách thuyết minh. Sau tập 364, hãng phim không tiếp tục phát hành tập 365 bởi vì vào ngày 26 tháng 7 năm 2004, Chính phủ Việt Nam của Thủ tướng Phan Văn Khải đã nộp văn kiện gia nhập Công ước Bern. Trong văn kiện này, Chủ tịch nước Trần Đức Lương tuyên bố Nhà nước Việt Nam bảo lưu các quy định tại Điều 33(1) của Công ước Bern và áp dụng chế độ ưu đãi dành cho các nước đang phát triển theo Điều II và Điều III của Phụ lục Công ước Bern sau đó có hiệu lực tại Việt Nam kể từ ngày 26 tháng 10 năm 2004.

## Danh sách tập

### Hoenn League
| #   | Tên tập phim | Ngày phát sóng gốc   |
| --- | --- | -------------------- |
| 277 | "Mảnh đất mới! Mạo hiểm mới!" "Aratanaru Daichi! Aratanaru Bōken!!" (新たなる大地！新たなる冒険！！)                                                                                    | 21 tháng 11 năm 2002 |
| 278 | "Pokemon cổ đại và quân đoàn huyền bí!" "Kodai Pokemon to Nazo no Gundan!" (古代ポケモンと謎の軍団！)                                                                                   | 28 tháng 11 năm 2002 |
| 279 | "Hội quán Touka! VS Yarukimono" "Tōka Jimu! Tai Yarukimono!" (トウカジム！VSヤルキモノ！)                                                                                               | 5 tháng 12 năm 2002  |
| 280 | "Bầy Subame nguy hiểm! Thu phục tại rừng Touka!!" "Subame ga Ippai, Kiken ga Ippai! Tōka no Mori de Getto da ze!!" (スバメがいっぱい 危険がいっぱい！トウカの森でゲットだぜ!!)          | 12 tháng 12 năm 2002 |
| 281 | "Ziguzaguma và cậu bé quần ngắn! Trận đấu đầu tiên của Haruka!!" "Jigujaguma to Tanpan-kozō! Haruka Hajimete no Batoru!!" (ジグザグマと短パン小僧！ハルカはじめてのバトル!)             | 19 tháng 12 năm 2002 |
| 282 | "Đội Hỏa tiễn! Chào tạm biệt bằng Cào loạn xạ!!" "Roketto-dan! Midare Hikkagi de Sayōnara!!" (ロケット団！みだれひっかきでサヨウナラ！！)                                               | 26 tháng 12 năm 2002 |
| 283 | "Khu rừng của Kimori! Bảo vệ cây cổ thụ!!" "Kimori no Mori! Kyodaiju o Mamore!!" (キモリの森！巨大樹を守れ！！)                                                                         | 9 tháng 1 năm 2003   |
| 284 | "Habunake VS Kimori! Kết thúc bằng chiêu Phách đả!!" "Habuneku Tai Kimori! Hissatsu no Hataku Kōgeki!!" (ハブネークVSキモリ！必殺のはたく攻撃！！)                                      | 16 tháng 1 năm 2003  |
| 285 | "Chuyện lạ trong lâu đài của Kinococo!" "Kaiki! Kinokoko Yashiki no Nazo!" (怪奇！キノココ屋敷の謎！)                                                                                   | 23 tháng 1 năm 2003  |
| 286 | "Pelipper mạnh nhất xuất hiện!" "Shijō Saikyō no Perippā Arawareru!!" (史上最強のペリッパー現る！！)                                                                                    | 30 tháng 1 năm 2003  |
| 287 | "Graena và Pochiena! Sự thần bí của tiến hóa!!" "Guraena to Pochiena! Shinka no Shinpi!!" (グラエナとポチエナ！進化の神秘！！)                                                          | 6 tháng 2 năm 2003   |
| 288 | "Hassboh và 3 chị em ở tiệm bán hoa!!" "Hasubō to Furawā Shoppu no San-Shimai!" (ハスボーとフラワーショップの三姉妹！)                                                                  | 13 tháng 2 năm 2003  |
| 289 | "Hội thi đấu Pokemon!! Trận đấu hoa lệ của Agehunt!!" "Pokemon Kontesuto! Agehanto no Karei na Batoru!!" (ポケモンコンテスト！アゲハントの華麗なバトル!!)                               | 20 tháng 2 năm 2003  |
| 290 | "Thi đấu đôi và hai con Kemusso!?Hội quán Kanazumi! Vũ khí bí mật của Nosepass!!" "Daburu Batoru to Daburu de Kemusso!?" (ダブルバトルとダブルでケムッソ！？)                           | 27 tháng 2 năm 2003  |
| 291 | "Trường đào tạo huấn luyện viên Pokemon!!" "Benkyō-shimasu! Pokemon Torēnāzu Sukūru!!" (勉強します！ポケモントレーナーズスクール！！)                                                   | 6 tháng 3 năm 2003   |
| 292 | "Hội quán Kanazumi! Vũ khí bí mật của Nosepass!!" "Kanazumi Jimu! Nozupasu no Himitsu Heiki!!" (カナズミジム！ノズパスの秘密兵器！！)                                                   | 13 tháng 3 năm 2003  |
| 293 | "Hình bóng của đội Aqua!" "Debon Kōporēshon! Akua-dan no Kage!!" (デボンコーポレーション！アクア団の影！！)                                                                             | 20 tháng 3 năm 2003  |
| 294 | "Ông lão Hagi và Peeko!" "Hagi-rōjin to Kyamome no Pīko-chan!" (ハギ老人とキャモメのピーコちゃん！)                                                                                     | 27 tháng 3 năm 2003  |
| 295 | "Thoát khỏi đảo Samehader!" "Dasshutsu! Samehadā no Shima!!" (脱出！サメハダーの島！！)                                                                                                 | 3 tháng 4 năm 2003   |
| 296 | "Hội quán Muro! Trưởng hội quán lướt sóng, Touki xuất hiện!" "Muro Jimu! Naminori ri Jimu Rīdā, Tōki Tōjō!" (ムロジム！波乗りジムリーダー・トウキ登場！)                                | 10 tháng 4 năm 2003  |
| 297 | "Kemusso VS Kemusso! Con nào là con nào!?" "Kemusso Tai Kemusso! Dotchi ga Dotchi!?" (ケムッソVSケムッソ！どっちがどっち！？)                                                           | 17 tháng 4 năm 2003  |
| 298 | "Daigo, Kokodora, Bosugodora!" (ダイゴ、ココドラ、ボスゴドラ！) | 24 tháng 4 năm 2003  |
| 299 | "Kẻ vô lại ở bờ biển, Heigani xuất hiện!" "Umibe no Abare Mono, Heigani Tōjō!" (海辺の暴れ者、ヘイガニ登場！)                                                                           | 1 tháng 5 năm 2003   |
| 300 | "Satoshi chạy thoát khỏi Kibanha!" "Hashire Satoshi! Kibania no Kawa o Koe!" (走れサトシ！キバニアの川を越え！)                                                                         | 8 tháng 5 năm 2003   |
| 301 | "Bầy Mizugorou của hồ bí mật!?" "Himitsu no Ike! Mizugorō Ga Ippai!?" (秘密の池！ミズゴロウがいっぱい！？)                                                                              | 15 tháng 5 năm 2003  |
| 302 | "Trận công kích của gia đình Konohana!" "Konohana-zoku no Shūgeki!!" (コノハナ族の襲撃！！)                                                                                             | 22 tháng 5 năm 2003  |
| 303 | "Đội Magma đấu với đội Aqua! Cuộc chiến đấu dưới căn cứ mật!" "Maguma-dan Tai Akua-dan! Himitsu Kichi no Tatakai!" (マグマ団VSアクア団！ひみつきちの戦い！)                             | 29 tháng 5 năm 2003  |
| 304 | "Agehunt và Dokucale! Thành quả của tiến hóa!" "Agehanto to Dokukeiru! Shinka no Hate ni!" (アゲハントとドクケイル！進化の果てに！)                                                     | 5 tháng 6 năm 2003   |
| 305 | "Bị Yamirami hù dọa!" "Yamirami de Tokkiri!" (ヤミラミでドッキリ！) | 12 tháng 6 năm 2003  |
| 306 | "Cô gái và Asanan trong cơn bão!" "Batoru Gāru to Asanan! Arashi no Naka de!" (バトルガールとアサナン！嵐の中で！)                                                                      | 19 tháng 6 năm 2003  |
| 307 | "Tái chiến hội quán Muro! Sân đấu lướt sóng!" "Muro Jimu Saisen! Naminori Batoru Fīrudo!" (ムロジム再戦！波乗りバトルフィールド！)                                                      | 26 tháng 6 năm 2003  |
| 308 | "Cái bóng trên con thuyền bị bỏ hoang!" "Suterare Fune! Shinobiyoru Kage!!" (すてられ船！しのびよる影！！)                                                                              | 3 tháng 7 năm 2003   |
| 309 | "Đối thủ của Haruka! Tập luyện cho Pokemon Contest!!" "Haruka ni Raibaru! Tokkun Pokemon Kontesuto!!" (ハルカにライバル！特訓ポケモンコン テスト！！)                                   | 10 tháng 7 năm 2003  |
| 310 | "Cuộc náo loạn của Pokemon!" "Hajimete no Pokemon de dai Panikku!!" (はじめてのポケモンで大パニック！！)                                                                                | 17 tháng 7 năm 2003  |
| 311 | "Pokemon Contest đầu tiên của Haruka!!" "Haruka! Pokemon Kontesuto Hatsu Chōsen!!" (ハルカ！ポケモンコンテスト初挑戦！！)                                                               | 24 tháng 7 năm 2003  |
| 312 | "Bảo vệ viện hải dương học! Đội Magma công kích!!" "Umi no Hakubutsukan o Mamore! Maguma-dan no Shūgeki!!" (海の博物館を守れ！マグマ団の襲撃！！)                                       | 31 tháng 7 năm 2003  |
| 313 | "Người đẹp và quái vật!? Dirteng và cô Joy!" "Bijo to Yajū!? Dātengu to Jōi-san!" (美女と野獣！？ダーテングとジョーイさん！)                                                            | 7 tháng 8 năm 2003   |
| 314 | "Plusle và Minun! Ngọn hải đăng trên núi!" "Purasuru to Mainan! Yama no Tōdai!!" (プラスルとマイナン！山の灯台！！)                                                                     | 14 tháng 8 năm 2003  |
| 315 | "Hát lên! Ngôi nhà cạm bẫy Pokemon!!" "Utau! Pokemon Karakuri Yashiki!!" (歌う！ポケモンからくり屋敷！！)                                                                               | 21 tháng 8 năm 2003  |
| 316 | "Hội quán Kinsetsu! Trận đấu kích điện của Tessen!" "Kinsetsu Jimu! Tessen no Dengeki Batoru!!" (キンセツジム！テッセンの電撃バトル！！)                                                | 28 tháng 8 năm 2003  |
| 317 | "Chiêu mới của Kimori! Đạn hạt liên thanh ở vườn dưa hấu!" "Kimori no Shinwaza!! Suika Hatake no Tane Mashingan!" (キモリの新技！！スイカ畑のタネマシンガン！)                          | 4 tháng 9 năm 2003   |
| 318 | "Barubeat và Illumise! Vũ điệu tình yêu!" "Barubīto to Irumīze! Ai no Dansu!" (バルビートとイルミーゼ！愛のダンス！)                                                                    | 11 tháng 9 năm 2003  |
| 319 | "Bay lên nào Tatsubay! Hướng về ngày mai!!" "Tobe, Tatsubei! Ashita ni Mukatte!!" (飛べ、タツベイ！明日にむかって！！)                                                                  | 18 tháng 9 năm 2003  |
| 320 | "Kasumi xuất hiện! Togepi và vương quốc kỳ ảo!!" "Kasumi Tōjō! Togepī to Maboroshi no Ōkoku!" (カスミ登場！トゲピーとまぼろしの王国！)                                                  | 25 tháng 9 năm 2003  |
| 321 | "Mặt kia của ảnh ảo! Thiên đường của Togepi!" "Shinkirō no Kanata ni! Togepī no Rakuen!" (蜃気楼の彼方に！トゲピーの楽園！)                                                             | 2 tháng 10 năm 2003  |
| 322 | "Gia đình Kachinuzi! 4 VS 4!" "Kachinuki Famirī! Yon Tai Yon!!" (かちぬきファミリー！4VS4！！)                                                                                          | 9 tháng 10 năm 2003  |
| 323 | "Eneko và Phương tiêu trị liệu!" "Eneko to Aromaterapī!" (エネコとアロマテラピー！) | 16 tháng 10 năm 2003 |
| 324 | "Zangoose VS Habunake! Quyết đấu đối thủ!!" "Zangūsu Tai Habunēku! Raibaru Taiketsu!!" (ザングースVSハブネーク！ライバル対決！！)                                                       | 23 tháng 10 năm 2003 |
| 325 | "Masato và Masato! Bảo vệ Ametama!" "Masato to Masato! Ametama o Mamore!" (マサトとマサト！アメタマを守れ！)                                                                            | 30 tháng 10 năm 2003 |
| 326 | "Pokemon Contest, đại hội Hajitsuge!!" "Pokemon Kontesuto, Hajitsuge Taikai!!" (ポケモンコンテスト・ハジツゲ大会！！)                                                                   | 6 tháng 11 năm 2003  |
| 327 | "VS Charem! Trận đấu Contest!!" "VS Chāremu! Kontesuto Batoru!!" (VSチャーレム！コンテストバトル！！)                                                                                   | 13 tháng 11 năm 2003 |
| 328 | "Prasle và Minun trên đường cố gắng!" "Purasuru to Mainan! Ōen no Michi!?" (プラスルとマイナン！応援の道！？)                                                                           | 20 tháng 11 năm 2003 |
| 329 | "Eneko và Tay mèo! Thảo nguyên của Donmel!" "Eneko to Neko no te! Donmeru no Bokujō!" (エネコとねこのて！ドンメルの牧場！)                                                              | 27 tháng 11 năm 2003 |
| 330 | "Đội Magma tái đấu đội Aqua! Cuộc chiến trên ngọn núi lửa!!" "Maguma-dan Tai Akua-dan, Futatabi! Entotsu Yama no Tatakai!!" (マグマ団VSアクア団、再び！えんとつ山の戦い！！)            | 4 tháng 12 năm 2003  |
| 331 | "Tân trưởng hội quán Asuna! Đấu trường đầy lỗ hang!?" "Shinjin Jimu Rīdā, Asuna! Anadarake no Batoru Fīrudo!" (新人ジムリーダー・アスナ！穴だらけのバトルフィールド！)                  | 11 tháng 12 năm 2003 |
| 332 | "Giành lấy huy hiệu ngọn lửa trong trận đấu bùng cháy!!" "Hīto Bajji! Moeru Batoru de Getto da ze!!" (ヒートバッジ！燃えるバトルでゲットだぜ！！)                                       | 18 tháng 12 năm 2003 |
| 333 | "Bầy Patcheel! Tìm kiếm hạnh phúc bên kia ngọn núi!?" "Patchīru Ga Ippai! Shiawase Sagashite Yama no Kanata ni!" (パッチールがいっぱい！幸せさがして山の彼方に！)                       | 25 tháng 12 năm 2003 |
| 334 | "Đột phá thung lũng thép! Cotoise VS Haganeil!!" "Hagane no Tani o Toppa se yo! Kōtasu Tai Haganēru!!" (ハガネの谷を突破せよ！コータスVSハガネール！！)                                 | 8 tháng 1 năm 2004   |
| 335 | "Tái đấu hội quán Kinsetsu! VS Livolt!!" "Kinsetsu Jimu Futatabi! Tai Raiboruto!!" (キンセツジムふたたび！VSライボルト！！)                                                             | 15 tháng 1 năm 2004  |
| 336 | "Eneko và Enekororo! Điều phối viên truyền thuyết xuất hiện!!" "Eneko to Enekororo! Densetsu no Kōdeinētā Tōjō!!" (エネコとエネコロロ！伝説のコーディネーター登場！！)                  | 22 tháng 1 năm 2004  |
| 337 | "Điều phối viên mặt nạ, Phantom xuất hiện!!" "Kamen no Kōdeinētā, Fantomu Tōjō!!" (仮面のコーディネーター・ファントム登場！！)                                                          | 29 tháng 1 năm 2004  |
| 338 | "Thị trấn Shidake! Pokémon Contest!!" "Shidake Taun! Pokemon Kontesuto!!" (シダケタウン！ポケモンコンテスト！！)                                                                        | 5 tháng 2 năm 2004   |
| 339 | "Solrock và Hasubrero! Truyền thuyết của khu rừng thần thánh!" "Sorurokku to Hasuburero! Seinaru Mori no Densetsu!" (ソルロックとハスブレロ！聖なる森の伝説！)                          | 12 tháng 2 năm 2004  |
| 340 | "Bầu trời của Tyltto! Trái tim của Haruka!!" "Chirutto no Sora! Haruka no Kokoro!!" (チルットの空！ハルカの心！！)                                                                      | 19 tháng 2 năm 2004  |
| 341 | "Đại chiến chống lại Gokulin!" "Gokurin Gekitai Daisakusen!!" (ゴクリン撃退大作戦！！)                                                                                                  | 26 tháng 2 năm 2004  |
| 342 | "Cơn giận vô cớ! Bakuong VS Juptile!!" "Isshokusokuhatsu! Bakuongu Tai Juputoru!!" (一触即発！バクオングVSジュプトル！！)                                                               | 4 tháng 3 năm 2004   |
| 343 | "Cuộc chiến khiêu vũ với Runpappa!!" "Odoru Batoru da! Runpappa!!" (踊るバトルだ！ルンパッパ！！)                                                                                       | 11 tháng 3 năm 2004  |
| 344 | "Ba là thần tượng!? Giả danh trưởng hội quán!!" "Papa wa Aidoru!? Itsuwari no Jimu Rīdā!!" (パパはアイドル！？いつわりのジムリーダー！！)                                               | 18 tháng 3 năm 2004  |
| 345 | "Nguy cơ của hội quán Touka! Nguy cơ của gia đình!!" "Tōka Jimu no Kiki! Katei no Kiki!!" (トウカジムの危機！家庭の危機！！)                                                            | 25 tháng 3 năm 2004  |
| 346 | "Chiến đấu hội quán Touka! Huy hiệu thứ 5!!" "Tōka Jimu Sen! Itsutsu me no Bajji!!" (トウカジム戦！五つ目のバッジ！！)                                                                  | 1 tháng 4 năm 2004   |
| 347 | "Giáo sư Okido và giáo sư Odamaki! Cuộc chiến ở căn cứ bí mật!!" "Ōkido-hakase to Odamaki-hakase! Himitsukichi no Tatakai!!" (オーキド博士とオダマキ博士！秘密基地の戦い！！)           | 8 tháng 4 năm 2004   |
| 348 | "Trận đấu đôi! Satoshi đấu với Haruka!?" "Taggu Batoru! Satoshi Tai Haruka!?" (タッグバトル！サトシVSハルカ！？)                                                                        | 15 tháng 4 năm 2004  |
| 349 | "Vị vua của khu rừng cấm! Fushigibana!!" "Kindan no Mori no Ōja! Fushigibana!!" (禁断の森の王者！フシギバナ！！)                                                                        | 22 tháng 4 năm 2004  |
| 350 | "Fushigidane và Fushigidane! Lấy lại những quả cầu Pokemon!!" "Fushigidane to Fushigidane! Monsutā Bōru o Torikaese!!" (フシギダネとフシギダネ！モンスターボールを取り返せ！！)         | 29 tháng 4 năm 2004  |
| 351 | "Namazun khổng lồ và bậc thầy câu cá quyết chiến!!" "Taiketsu! Kyodai Namazun to Tsuri Meijin!!" (対決！巨大ナマズンと釣り名人！！)                                                     | 6 tháng 5 năm 2004   |
| 352 | "Yajiron và di tích trong sương mù!" "Yajiron to Kiri no Naka no Iseki!" (ヤジロンと霧の中の遺跡！)                                                                                     | 13 tháng 5 năm 2004  |
| 353 | "Đối thủ nặng kí, mẹ xuất hiện!" "Kyoōteki!? Mama-san Kōdeinētā Tōjō!" (強敵！？ママさんコーディネーター登場！)                                                                         | 20 tháng 5 năm 2004  |
| 354 | "Pokemon Contest! Đại hội Rooibos!!" "Pokemon Kontesuto! Ruibosu Taikai!!" (ポケモンコンテスト！ルイボス大会！！)                                                                       | 27 tháng 5 năm 2004  |
| 355 | "Tìm ngọc giúp Baneboo!?" "Banebū no Sagashimono!?" (バネブーのさがしもの！？) | 3 tháng 6 năm 2004   |
| 356 | "Trận chiến Pokéringer đầu tiên trên khinh khí cầu!!" "Hatsu Chōsen! Kūchū Kyōgi, Pokeringa!!" (初挑戦！空中競技・ポケリンガ！！)                                                       | 10 tháng 6 năm 2004  |
| 357 | "Biệt thự của Kagebouzu!" "Kagebōzu no Kan!" (カゲボウズの館！) | 17 tháng 6 năm 2004  |
| 358 | "Vua giác đấu của khu rừng!? Wakashamo VS Kinogassa!" "Mori no Kakutō Ō!? Wakashamo Tai Kinogassa!" (森の格闘王！？ワカシャモVSキノガッサ！)                                            | 24 tháng 6 năm 2004  |
| 359 | "Powalen ở sở nghiên cứu thời tiết!" "Otenki Kenkyūsho no Powarun!" (お天気研究所のポワルン！)                                                                                          | 1 tháng 7 năm 2004   |
| 360 | "Lễ hội ở Hiwamaki!" "Hiwamaki Shiti no Fezā Kānibaru!!" (ヒワマキシティのフェザーカーニバル！！)                                                                                       | 8 tháng 7 năm 2004   |
| 361 | "Hội quán Hiwamaki! Chiến đấu trên không!!" "Hiwamaki Jimu! Ōzora no Tatakai!!" (ヒワマキジム！大空の戦い！！)                                                                          | 15 tháng 7 năm 2004  |
| 362 | "Bakuuda chiếu phim di động!!" "Eiga wa Bakūda ni Notte!!" (映画はバクーダに乗って！！)                                                                                                 | 22 tháng 7 năm 2004  |
| 363 | "Pokemon vũ trụ thần bí!?" "Shinpi! Uchū kara Kita Pokemon!?" (神秘！宇宙から来たポケモン！？)                                                                                          | 29 tháng 7 năm 2004  |
| 364 | "Kabigon của khu vườn chuối Namakero!" "Banana Namakero en no Kabigon!!" (バナナナマケロ園のカビゴン！！)                                                                               | 5 tháng 8 năm 2004   |
| 365 | "Pikachu gia nhập đội Hỏa tiễn!?" "Pikachū, Roketto-dan ni Iru!?" (ピカチュウ、ロケット団に入る！？)                                                                                    | 12 tháng 8 năm 2004  |
| 366 | "Đặt chân đến thành phố Minamo! Polock và Đánh từ trên không!" "Minamo Shiti Tōchaku! Porokku to Tsubamegaeshi!" (ミナモシティ到着！ポロックとつばめがえし！)                           | 19 tháng 8 năm 2004  |
| 367 | "Pokemon Contest! Đại hội Minamo!!" "Pokemon Kontesuto! Minamo Taikai!!" (ポケモンコンテスト！ミナモ大会！！)                                                                           | 26 tháng 8 năm 2004  |
| 368 | "Bộ ba xuất hiện! Trường học trọng tài trên đảo!" "Ano Sanbiki Tōjō! Shinpan Gakkō no Shima!" (あの三匹登場！審判学校の島！)                                                            | 2 tháng 9 năm 2004   |
| 369 | "Pearlulu và Baneboo! Tìm kiếm ngọc trai!" "Pāruru to Banebū! Shinju o Sagase!" (パールルとバネブー！しんじゅをさがせ！)                                                                | 9 tháng 9 năm 2004   |
| 370 | "Glanth và kho báu dưới đáy biển!" "Jīransu to Shinkai no Hihō!" (ジーランスと深海の秘宝！)                                                                                             | 16 tháng 9 năm 2004  |
| 371 | "Huntail và Sakurabyss! Cuộc chiến về sự tiến hóa!" "Hantēru to Sakurabisu! Shinka no Nazo!" (ハンテールとサクラビス！進化の謎！)                                                       | 23 tháng 9 năm 2004  |
| 372 | "Trận đấu cơ bắp!? Trận đấu đôi!!" "Kinniku Batoru!? Daburu Batoru!!" (筋肉バトル！？ダブルバトル！！)                                                                                  | 30 tháng 9 năm 2004  |
| 373 | "Groudon đối đầu Kyogre! (Phần 1)" "Gurādon Tai Kaiōga! (Zenpen)" (グラードンVSカイオーガ! （前編）)                                                                                    | 7 tháng 10 năm 2004  |
| 374 | "Groudon đối đầu Kyogre! (Phần 2)" "Gurādon Tai Kaiōga! (Kōhen)" (グラードンVSカイオーガ! （後編）)                                                                                     | 14 tháng 10 năm 2004 |
| 375 | "Fuu và Ran! Trận chiến ở trung tâm không gian!" "Fū to Ran! Uchū Senta no Tatakai!" (フウとラン！宇宙センターの戦い！)                                                                 | 21 tháng 10 năm 2004 |
| 376 | "Hội quán Tokusane! Lunatone và Solrock!" "Tokusane Jimu! Sorurokku to Runatōn!" (トクサネジム！ソルロックとルナトーン！)                                                               | 28 tháng 10 năm 2004 |
| _   | "Trận chiến ở đảo cá mập! Dojoach VS Namazun!!" "Yureru Shima no Tatakai! Dojotchi Tai Namazun!!" (ゆれる島の戦い！ドジョッチVSナマズン！！)                                            |                      |
| 377 | "Người đàn ông của biển cả! Tứđại thiên vương Genji xuất hiện!!" "Umi no Otoko! Shitennō Genji Tōjō!!" (海の男！四天王ゲンジ登場！！)                                                   | 4 tháng 11 năm 2004  |
| 378 | "Hòn đảo của tiến sĩ Moroboshi! Hóa thạch Pokemon xuất hiện!!" "Dokutā Moroboshi no Shima! Kaseki Pokemon Arawareru!!" (ドクター・モロボシの島！化石ポケモン現る！！)                   | 11 tháng 11 năm 2004 |
| 379 | "Pokemon Contest trên đảo Izabe! Đề phòng trước đối thủ!!" "Izabe Shima Pokemon Kontesuto! Ribaru Nikio Tsukero!!" (イザベ島ポケモンコンテスト！ライバルに気をつけろ！！)               | 18 tháng 11 năm 2004 |
| 380 | "Phong ấn Nendoll khổng lồ!!" "Kyodai Nendōru o Fūin se yo!!" (巨大ネンドールを封印せよ！！)                                                                                            | 25 tháng 11 năm 2004 |
| 381 | "Tình yêu với Kucheat! Đường tình duyên của Hasubrero!!" "Koi Suru Kuchīto! Hasuburero no Hanamichi!!" (恋するクチート！ハスブレロの花道！！)                                           | 2 tháng 12 năm 2004  |
| 382 | "Nuckrar và Vibrava! Hồ ngầm ảo mộng!" "Nakkurā to Biburāba! Maboroshi no Mizūmi!!" (ナックラーとビブラーバ！幻の湖！！)                                                                | 9 tháng 12 năm 2004  |
| 383 | "Absol! Cái bóng đến gần của thảm họa" "Abusoru! Shinobi Yoru Wazawai no Kage" (アブソル！忍び寄るわざわいの影)                                                                         | 16 tháng 12 năm 2004 |
| 384 | "Thu phục Yukiwarashi!" "Yukiwarashi o Tsukamaero!" (ユキワラシをつかまえろ！) | 23 tháng 12 năm 2004 |
| 385 | "Giải cứu Ralts! Nhanh chân lên Masato!" "Rarutosu o Sukue! Isoge Masato!" (ラルトスを救え！急げマサト！)                                                                               | 6 tháng 1 năm 2005   |
| 386 | "Hội quán Rune! Nhà diễn xiếc nước Adan! (Phần 1)" "Rune Jimu! Mizu no Ātisuto, Adan! (Zenpen)" (ルネジム！水のアーティスト・アダン！（後編）)                                          | 13 tháng 1 năm 2005  |
| 387 | "Hội quán Rune! Nhà diễn xiếc nước Adan! (Phần 2)" "Rune Jimu! Mizu no Ātisuto, Adan! (Kōhen)" (ルネジム！水のアーティスト・アダン！（後編）)                                           | 20 tháng 1 năm 2005  |
| 388 | "Massuguma! Hình dáng của tình bạn!?" "Massuguma! Yūjō no Katachi!?" (マッスグマ！友情のカタチ！？)                                                                                     | 27 tháng 1 năm 2005  |
| 389 | "Sohnano của hòn đảo ảo tưởng!" "Maboroshi Shima no Sōnano!" (まぼろし島のソーナノ！)                                                                                                   | 3 tháng 2 năm 2005   |
| 390 | "Lăn đi! Tình yêu của Donfan!" "Korogare! Koi Suru Donfan!" (ころがれ！恋するドンファン！)                                                                                              | 10 tháng 2 năm 2005  |
| 391 | "Hỗn chiến và hỗn loạn! Pokemon Contest – Đại hội Kinagi! (Phần 1)" "Konsen, Konran! Pokemon Kontesuto, Kinagi Taikai! (Zenpen)" (混戦、混乱！ポケモンコンテスト・キナギ大会！（前編）) | 17 tháng 2 năm 2005  |
| 392 | "Hỗn chiến và hỗn loạn! Pokemon Contest – Đại hội Kinagi! (Phần 2)" "Konsen, Konran! Pokemon Kontesuto, Kinagi Taikai! (Kōhen)" (混戦、混乱！ポケモンコンテスト・キナギ大会！（後編）)  | 24 tháng 2 năm 2005  |
| 393 | "Thu phục Gonbe bằng bánh Haruka thơm ngon!" "Haruka Derishasu de, Gonbe Getto kamo!!" (ハルカデリシャスで、ゴンベGETかも！！)                                                          | 3 tháng 3 năm 2005   |
| 394 | "Đối thủ xuất hiện! Masamune và Dumbber!!" "Raibaru Tōjō! Masamune to Danbaru!!" (ライバル登場！マサムネとダンバル！！)                                                                 | 10 tháng 3 năm 2005  |
| 395 | "Tên trộm kì bí Bannai và cúp kỷ niệm chương!!" "Kaitō Bannai to Ribon Kappu!!" (怪盗バンナイとリボンカップ！！)                                                                        | 17 tháng 3 năm 2005  |
| 396 | "Satoshi và Haruka! Những trận đấu quyết liệt ở Houen" "Satoshi to Haruka! Hōen de no Atsuki Batoru!!" (サトシとハルカ！ホウエンでの熱きバトル！！)                                     | 24 tháng 3 năm 2005  |
| 397 | "Bắt đầu! Đại hội Grand!! (Phần 1)" "Kaimaku! Gurando Fesutibaru, Wan!!" (開幕！グランドフェスティバル①！！)                                                                            | 7 tháng 4 năm 2005   |
| 398 | "Trận chiến ác liệt! Đại hội Grand!! (Phần 2)" "Nettō! Gurando Fesutibaru, Tsū!!" (熱闘！グランドフェスティバル②！！)                                                                   | 7 tháng 4 năm 2005   |
| 399 | "Trận quyết chiến! Đại hội Grand!! (Phần 3)" "Kessen! Gurando Fesutibaru, Surī!!" (決戦！グランドフェスティバル③！！)                                                                   | 7 tháng 4 năm 2005   |
| 400 | "Đi cùng người sống sót!" "Sabaibaru de Ikō!" (サバイバルでいこう！) | 14 tháng 4 năm 2005  |
| 401 | "Đặt chân đến thành phố Saiyu! Chú mèo Nyasu đi hia!?" "Saiyū Shiti Tōchaku! Nagagutsu o Haita Nyāsu!?" (サイユウシティ到着！長靴をはいたニャース！？)                                  | 21 tháng 4 năm 2005  |
| 402 | "Vòng sơ khảo bắt đầu! Masamune xuất hiện!!" "Yobisen Sutāto! Masamune Tōjō!!" (予備選スタート！マサムネ登場!!)                                                                         | 28 tháng 4 năm 2005  |
| 403 | "Khai mạc! Đại hội Saiyu!!" "Kaimaku! Saiyū Taikai!!" (開幕！サイユウ大会！！) | 5 tháng 5 năm 2005   |
| 404 | "Quyết thắng đại hội! Những ngày chiến đấu rực lửa!" "Kesshō Tōnamento e! Atsuki Tatakai no Hibi!" (決勝トーナメントへ！熱き戦いの日々！)                                               | 12 tháng 5 năm 2005  |
| 405 | "Và… Trận đấu không thể thua lại tiếp tục!!" "Soshite... Makerarenai Tatakai wa Tsuzuku!!" (そして…負けられない戦いは続く！！)                                                          | 19 tháng 5 năm 2005  |
| 406 | "So tài với đối thủ! Đối đầu Masamune!!" "Raibaru Taiketsu! Tai Masamune!" (ライバル対決！VSマサムネ！)                                                                                 | 26 tháng 5 năm 2005  |
| 407 | "Trận kích đấu cuối cùng! Con đường tới chiến thắng!!" "Saigo no Gekitō! Yūshō e no Michi!!" (最後の激闘！優勝への道！！)                                                               | 16 tháng 6 năm 2005  |

### Battle Frontier
| #   | Tên tập phim | Ngày phát sóng gốc   |
| --- | --- | -------------------- |
| 408 | "Enishida và Battle Frontier!" "Enishida to Batoru Furonteia!" (エニシダとバトルフロンティア！)                                                                           | 23 tháng 6 năm 2005  |
| 409 | "Phòng nghiên cứu của giáo sư Okido! Toàn viên tập hợp!!" "Ōkido Kenkyūsho! Zen'in Shūgō!!" (オーキド研究所！全員集合！！)                                                | 30 tháng 6 năm 2005  |
| 410 | "Núi Otsukimi! Py, Pippi và Pixie!Núi Otsukimi! Py, Pippi và Pixie!" "Otsuki Miyama! Pii to Pippi to Pikushī to!" (おつきみやま！ピィとピッピとピクシーと！)              | 7 tháng 7 năm 2005   |
| 411 | "Trận đấu đầu tiên! Battle Factory! (Phần 1)" "Uijin! Batoru Fakutorī!! (Zenpen)" (初陣！バトルファクトリー！！（前編）)                                                  | 21 tháng 7 năm 2005  |
| 412 | "Trận đấu đầu tiên! Battle Factory! (Phần 2)" "Uijin! Batoru Fakutorī!! (Kōhen)" (初陣！バトルファクトリー！！（後編）)                                                   | 28 tháng 7 năm 2005  |
| 413 | "Vương quốc của Iwark!" "Iwāku no Ōkoku!!" (イワークの王国！！) | 4 tháng 8 năm 2005   |
| 414 | "Bài hát của Purin, bài hát của ba!" "Purin no Uta, Papa no Uta!" (プリンの歌、パパの歌！)                                                                                | 11 tháng 8 năm 2005  |
| 415 | "Gặp lại đối thủ! Truy bắt Windie!" "Raibaru Taiketsu! Uindi o Getto Kamo!" (ライバル対決！ウインディをゲットかも！)                                                      | 18 tháng 8 năm 2005  |
| 416 | "Điều phiền muộn của Koduck!" "Kodakku no Yūutsu!" (コダックの憂鬱！) | 25 tháng 8 năm 2005  |
| 417 | "Nyula và Bariyado! Nhà hàng là của ai!?" "Nyūra to Bariyādo! Dotchi no Resutoran!?" (ニューラとバリヤード！どっちのレストラン！？)                                       | 1 tháng 9 năm 2005   |
| 418 | "Tiến hóa! Sự thần bí và kì tích!!" "Shinka! Sono Shinpi to Kiseki!!" (進化！その神秘と奇跡！！)                                                                          | 8 tháng 9 năm 2005   |
| 419 | "Pokemon Contest Đại hội Yamabuki!! (Phần 1)" "Pokemon Kontesuto, Yamabuki Taikai!! (Zenpen)" (ポケモンコンテスト・ヤマブキ大会！！（前編）)                              | 15 tháng 9 năm 2005  |
| 420 | "Pokemon Contest Đại hội Yamabuki!! (Phần 2)" "Pokemon Kontesuto, Yamabuki Taikai!! (Kōhen)" (ポケモンコンテスト・ヤマブキ大会！！（後編）)                               | 22 tháng 9 năm 2005  |
| 421 | "Thi đấu võ đường! Satoshi đấu với Haruka!" "Kakutō Dōjō! Satoshi Tai Haruka!" (格闘道場！サトシVSハルカ！)                                                               | 29 tháng 9 năm 2005  |
| 422 | "Hệ siêu linh đối đầu hệ ma! Trận chiến giữa đêm khuya!?" "Esupā Tai Gōsuto! Mayonaka no Kettō!?" (エスパーVSゴースト！真夜中の決闘！？)                                  | 6 tháng 10 năm 2005  |
| 423 | "Manene xuất hiện! Lâu đài nghỉ ngơi!" "Manene Tōjō! Kyūsoku no Yakata!" (マネネ登場！休息の館！)                                                                         | 13 tháng 10 năm 2005 |
| 424 | "Mizugorou và Mokoko! Liều thuốc tình yêu!?!?" "Mizugorō to Mokoko! Koi no Tokkōyaku!?" (ミズゴロウとモココ！恋の特効薬！？)                                              | 20 tháng 10 năm 2005 |
| 425 | "Battle Arena! So tài chiến đấu!!" "Batoru Arīna! Kakutō Taiketsu!!" (バトルアリーナ！格闘対決！！)                                                                       | 27 tháng 10 năm 2005 |
| 426 | "Người chăm sóc và trứng Pokemon" "Sodateyasan to Pokemon no Tamago!" (そだて屋さんとポケモンのタマゴ！)                                                                  | 3 tháng 11 năm 2005  |
| 427 | "Đối thủ là người làm công?!" "Raibaru wa Sararīman!?" (ライバルはサラリーマン！？)                                                                                       | 10 tháng 11 năm 2005 |
| 428 | "Chiếc hồ của Hakuryu!" "Hakuryū no Mizūmi!" (ハクリューの湖！) | 17 tháng 11 năm 2005 |
| 429 | "Battle Dome! Sự dung hợp của lửa và nước" "Batoru Dōmu! Honō to Mizu no Fyūjon!!" (バトルドーム！炎と水のフュージョン！！)                                               | 24 tháng 11 năm 2005 |
| 430 | "Giật mình! Sửng sốt! Elekid!!" "Dokkiri! Bikkuri! Erekiddo!!" (ドッキリ！ビックリ！エレキッド！！)                                                                       | 1 tháng 12 năm 2005  |
| 431 | "Chiến binh Pokemon xuất hiện! Nhiệm vụ giải cứu Celebi!!" "Pokemon Renjā Tōjō! Serebyi Kyūshutsu Sakusen!!" (ポケモンレンジャー登場！セレビィ救出作戦！！)               | 8 tháng 12 năm 2005  |
| 432 | "Usohachi và trường học ninja!!" "Usohachi to Ninja Sukūru!!" (ウソハチと忍者スクール！！)                                                                                | 15 tháng 12 năm 2005 |
| 433 | "Haruka vượt thời gian!!" "Toki o Koeru Haruka!!" (時を超えるハルカ！！)                                                                                                  | 22 tháng 12 năm 2005 |
| 434 | "Trận chiến mãnh liệt ở Battle Tube! Đấu với nữ hoàng Tube Azami!!" "Nettō Batoru Chūbu! Tai Chūbu Kuīn Azami!!" (熱闘バトルチューブ！VSチューブクイーン・アザミ！！)     | 5 tháng 1 năm 2006   |
| 435 | "Ai là người chiến thắng!? Cuộc thi đi bộ định hướng Pokemon" "Yūshō wa Dare no Te ni!? Pokemon Orientēringu!!" (優勝は誰の手に！？ポケモンオリエンテーリング！！)        | 12 tháng 1 năm 2006  |
| 436 | "Trận đấu đầu tiên của Gonbe! Harley và trận chiến kịch liệt!!" "Gonbe no Debyūsen! Hārī to Shinken Shōbu!!" (ゴンベのデビュー戦！ハーリーと真剣勝負！！)                 | 19 tháng 1 năm 2006  |
| 437 | "Juptile đối đầu Tropius! Trận quyết đấu ở thảo nguyên!!" "Juputoru Tai Toropiusu! Sōgen no Kettō!!" (ジュプトルVSトロピウス！草原の決闘！！)                             | 26 tháng 1 năm 2006  |
| 438 | "Pokemon Contest! Đại hội Yuzuriha!!" "Pokemon Kontesuto! Yuzuriha Taikai!!" (ポケモンコンテスト！ユズリハ大会！！)                                                       | 2 tháng 2 năm 2006   |
| 439 | "Jukain! Bắt đầu hồi phục!!" "Jukain! Fukkatsu no Yoake!!" (ジュカイン！復活の夜明け！！)                                                                                 | 9 tháng 2 năm 2006   |
| 440 | "Trận chiến mãnh liệt! Trận đấu ở rừng nhiệt đới tại Battle Palace!!" "Gekitō! Batoru Paresu de Janguru Batoru!!" (激闘！バトルパレスでジャングルバトル！！)              | 16 tháng 2 năm 2006  |
| 441 | "Đức vua Usohachi và nữ hoàng Manene!?" "Usohachi Kingu to Manene Kuīn!?" (ウソハチキングとマネネクイーン！？)                                                            | 23 tháng 2 năm 2006  |
| 442 | "Tia chớp đỏ của tòa cao ốc!" "Matenrō no Akai Inazuma!" (摩天楼の赤いイナズマ！)                                                                                         | 2 tháng 3 năm 2006   |
| 443 | "Trận đấu quyết định! Haruka đối đầu Takeshi!!" "Ōichiban! Haruka Tai Takeshi!!" (大一番！ハルカVSタケシ！！)                                                             | 9 tháng 3 năm 2006   |
| 444 | "Muchul và 3 chị em Rougela!!" "Muchūru to Rūjura San-Shimai!!" (ムチュールとルージュラ三姉妹！！)                                                                        | 9 tháng 3 năm 2006   |
| 445 | "Thủ lĩnh của tháp, Lila xuất hiện!" "Tawā Taikūn, Rira Tōjō!" (タワータイクーン、リラ登場！)                                                                             | 16 tháng 3 năm 2006  |
| 446 | "Battle Tower! Trận chiến ngoại cảm!!" "Batoru Tawā! Ishindenshin Batoru!!" (バトルタワー！以心伝心バトル！！)                                                            | 23 tháng 3 năm 2006  |
| 447 | "Chiến binh Pokemon! Deoxys biến động!! (Phần 1)" "Pokemon Renjā! Deokishisu, Kuraishisu!! (Zenpen)" (ポケモンレンジャー！デオキシス・クライシス！！（前編）)             | 13 tháng 4 năm 2006  |
| 448 | "Chiến binh Pokemon! Deoxys biến động!! (Phần 2)" "Pokemon Renjā! Deokishisu, Kuraishisu!! (Kōhen)" (ポケモンレンジャー！デオキシス・クライシス！！（後編）)              | 13 tháng 4 năm 2006  |
| 449 | "Usokkie! Truyền thuyết hoàng kim!?" "Usokkī! Ōgon Densetsu!?" (ウソッキー！黄金伝説！？)                                                                                 | 20 tháng 4 năm 2006  |
| 450 | "Harley và đội Hỏa tiễn hợp tác!?" "Hārī ando Roketto-dan! Akuyaku Dōmei Kessei!?" (ハーリー＆ロケット団！悪役同盟結成！？)                                               | 27 tháng 4 năm 2006  |
| 451 | "Haruka đối đầu Musashi! Cuộc thi Contest cuối cùng!!" "Haruka Tai Musashi! Saigo no Kontesuto!!" (ハルカVSムサシ！最後のコンテスト！！)                                  | 4 tháng 5 năm 2006   |
| 452 | "Đội Hoả tiễn giải tán!? Con đường của mỗi người!" "Roketto-dan Kaisan!? Sorezore no Michi!" (ロケット団解散！？それぞれの道！)                                           | 11 tháng 5 năm 2006  |
| 453 | "Takeshi và Satoshi! Trận đấu đôi bảo vệ hội quán Nibi!!" "Takeshi Ando Satoshi! Taggu Batoru de Nibi Jimu o Mamore!!" (タケシ＆サトシ！タッグバトルでニビジムを守れ！！) | 18 tháng 5 năm 2006  |
| 454 | "Battle Pyramid! Đấu với Regirock!!" "Batoru Piramiddo! Tai Rejirokku!!" (バトルピラミッド！VSレジロック！！)                                                             | 25 tháng 5 năm 2006  |
| 455 | "Kinh ngạc! Kekking khổng lồ!!" "Kyōi! Kyodai Kekkingu no Yama!!" (驚異！巨大ケッキングの山！！)                                                                          | 8 tháng 6 năm 2006   |
| 456 | "Bắt đầu! Pokemon Contest Đại hội Grand!!" "Kaimaku! Pokemon Kontesuto, Gurando Fesutibaru!!" (開幕！ポケモンコンテスト・グランドフェスティバル！！)                      | 15 tháng 6 năm 2006  |
| 457 | "Haruka đấu với Harley! Trình diễn bằng một trận đấu đôi!!" "Haruka Tai Hārī! Daburu Batoru de Sutēji On!!" (ハルカVSハーリー！ダブルバトルでステージ・オン！！)          | 22 tháng 6 năm 2006  |
| 458 | "Haruka đấu với Shuu! Trận đấu cuối cùng!!" "Haruka Tai Shū! Saigo no Tatakai!!" (ハルカVSシュウ！最後の戦い！！)                                                         | 29 tháng 6 năm 2006  |
| 459 | "Eipam và đức vua!" "Eipamu to Ōsama!" (エイパムと王様！) | 6 tháng 7 năm 2006   |
| 460 | "Perap và người biểu diễn Pokemon!" "Perappu to Pokemon Manzai!" (ペラップとポケモン漫才！)                                                                               | 20 tháng 7 năm 2006  |
| 461 | "Tấn công! Manyula lạc đàn!!" "Pshūgeki! Hagure Manyūra!!" (襲撃！はぐれマニューラ！！)                                                                                   | 27 tháng 7 năm 2006  |
| 462 | "Tái đấu Battle Pyramid! Đấu với Registeel!!" "Batoru Piramiddo Futatabi! Tai Rejisuchiru!!" (バトルピラミッド再び！VSレジスチル！！)                                     | 3 tháng 8 năm 2006   |
| 463 | "Haruka đối đầu Shuu! Đối thủ truyền kiếp!!" "Haruka Tai Shū! Raibaru yo Eien ni!!" (ハルカVSシュウ！ライバルよ永遠に！！)                                                | 10 tháng 8 năm 2006  |
| 464 | "Trung tâm Pokemon rất bận!" "Pokemon Sentā wa Ōisogashi!" (ポケモンセンターはおおいそがし！)                                                                             | 17 tháng 8 năm 2006  |
| 465 | "Pokemon đầu tiên! Trận đấu cuối cùng!!" "Saisho no Pokemon! Saigo no Tatakai!!" (最初のポケモン！最後の戦い！！)                                                         | 24 tháng 8 năm 2006  |
| 466 | "Trận quyết đấu! Đấu với Regice!!" "Kessen! Tai Rejiaisu!!" (決戦！VSレジアイス！！)                                                                                      | 31 tháng 8 năm 2006  |
| 467 | "Satoshi đối đầu Haruka! Trận đấu cuối cùng!!" "Satoshi Tai Haruka! Rasuto Batoru!!" (サトシVSハルカ！ラストバトル！！)                                                   | 7 tháng 9 năm 2006   |
| 468 | "Kết thúc và khởi đầu mới!!" "Tabi no Owari, Soshite Tabi no Hajimari!" (旅の終わり、そして旅の始まり！)                                                                  | 14 tháng 9 năm 2006  |

## Không phát sóng
Tập phim "Trận chiến ở đảo cá mập! Dojoach VS Namazun!!"(ゆれる島の戦い！ドジョッチVSナマズン！！) đáng ra sẽ được phát sóng vào ngày 4 tháng 11 năm 2004 nhưng sau đó không được phát do lúc gần phát sóng vụ trận động đất Chuetsu (中越地震, Chuetsu jishin) xảy ra ở tỉnh Niigata, Nhật Bản, lúc 17:56 giờ địa phương (08:56 UTC) vào Thứ 7, ngày 23 tháng 10 năm 2004. Khiến 68 người chết, 4.805 người bị thương.